# Sisyrinchium pachyrhizum
Sisyrinchium pachyrhizum är en irisväxtart som beskrevs av John Gilbert Baker. Sisyrinchium pachyrhizum ingår i släktet gräsliljor, och familjen irisväxter.

## Underarter
Arten delas in i följande underarter:
- S. p. columellosum
- S. p. pachyrhizum
- S. p. procerum